# Nakom
Nakom es una película dramática de 2016 coproducida internacionalmente dirigida por Kelly Daniela Norris y TW Pittman. Tuvo su estreno mundial en el 66º Festival Internacional de Cine de Berlín en la sección Panorama y fue invitada a tener su estreno norteamericano en el New Directors / New Films Festival de Nueva York.

## Sinopsis
Un relato íntimo del norte de Ghana, Nakom sigue a Iddrisu, un estudiante de medicina con talento que debe volver a su pueblo natal después de la muerte repentina de su padre y luchar por la supervivencia de su familia.

## Elenco
- Jacob Ayanaba como Iddrisu Awinzor
- Grace Ayariga como Damata
- Justina Kulidu como madre mayor
- Shetu Musah como Junior Mother
- Abdul Aziz como Kamal
- Esther Issaka como Fatima
- James Azure como jefe de Nakom

## Recepción
Ganó el premio Audience Choice Award en el 37º Festival Internacional de Cine de Durban. Fue nominada al premio a la mejor ópera prima en el 66º Festival Internacional de Cine de Berlín. En el Festival Internacional de Cine de Hong Kong, fue nominada para el Premio FIPRESCI, el Premio Golden Firebird y el Premio SIGNIS. En el Festival Internacional de Cine de Seattle, fue nominada para el Concurso de Nuevos Directores. También fue nominada para el premio Independent Spirit John Cassavetes 2016.
Dennis Harvey escribió una reseña positiva para Variety después del estreno mundial en la Berlinale. Escribió "para los codirectores de EE. UU. Kelly Daniela Norris y TW Pittman, [Nakom] no tiene la sensación de mirar hacia adentro de coproducciones internacionales similares, pero hay un aire de autenticidad, así como un ambiente agradable -Regresa, pero a la vez, un compromiso narrativo sustancial con este refinado esfuerzo."
John DeFore para The Hollywood Reporter escribió "un elenco de no actores se desenvuelve muy bien aquí, y la naturaleza del rodaje, en el que los lugareños desempeñaron un papel clave en la producción de bajo presupuesto, hacen que el pulido de la película sea aún más impresionante ... una sólida actuación de la estrella Jacob Ayanaba debería ganar fanáticos en los festivales y tocar bien para una audiencia de nicho en video."
En "favoritos" de Manohla Dargis para el programa New Directors/New Films, ella escribió "Se hace memorable a través de las gráciles imágenes, el ritmo suave y el sentimiento profundo que los directores TW Pittman y Kelly Daniela Norris aportan a esta historia.
"Kelly Daniela Norris y el Nakom de TW Pittman se anuncia inmediatamente como un modesto triunfo de la construcción del mundo", dijo Wes Greene en Slant. "Nakom representa una cultura que rara vez se muestra en la pantalla y, sin embargo, la lucha de Iddrisu por seguir adelante sin traicionar su educación refleja sentimientos que son inconfundiblemente universales."